# Котовская сельская территория
Котовская сельская территория — административно-территориальная единица Старооскольского городского округа включающая в себя 2 села и 2 хутора: Котово, Терехово, Ильины, Чумаки. Административный центр — село Котово.

## Состав сельской территории
| № | Населённый пункт | Тип населённого пункта | Население |
| - | ---------------- | ---------------------- | --------- |
| 1 | Ильины           | хутор                  | ↘90       |
| 2 | Котово           | село                   | ↘944      |
| 3 | Терехово         | село                   | ↘434      |
| 4 | Чумаки           | хутор                  | ↘37       |

## Географические данные
| Общая площадь        | 8858га.    |
| -------------------- | ---------- |
| Сельхозугодья        | 4302 га.   |
| Пашня                | 3941 га.   |
| Сенокосы, пастбища   | 361 га.    |
| Леса и лесополосы    | 2497 га.   |
| Реки, пруды, водоемы | 16 га.     |
| Протяженность дорог  | 59,204 км. |